# El Ángel (Ecuador)
El Ángel es una ciudad ecuatoriana, cabecera cantonal del Cantón Espejo, así como la tercera urbe más grande y poblada de la Provincia de Carchi. Se localiza al norte de la región interandina del Ecuador, junto al río El Ángel, a una altitud de 3007 msnm y con un clima frío andino de 12 °C en promedio.

## Historia

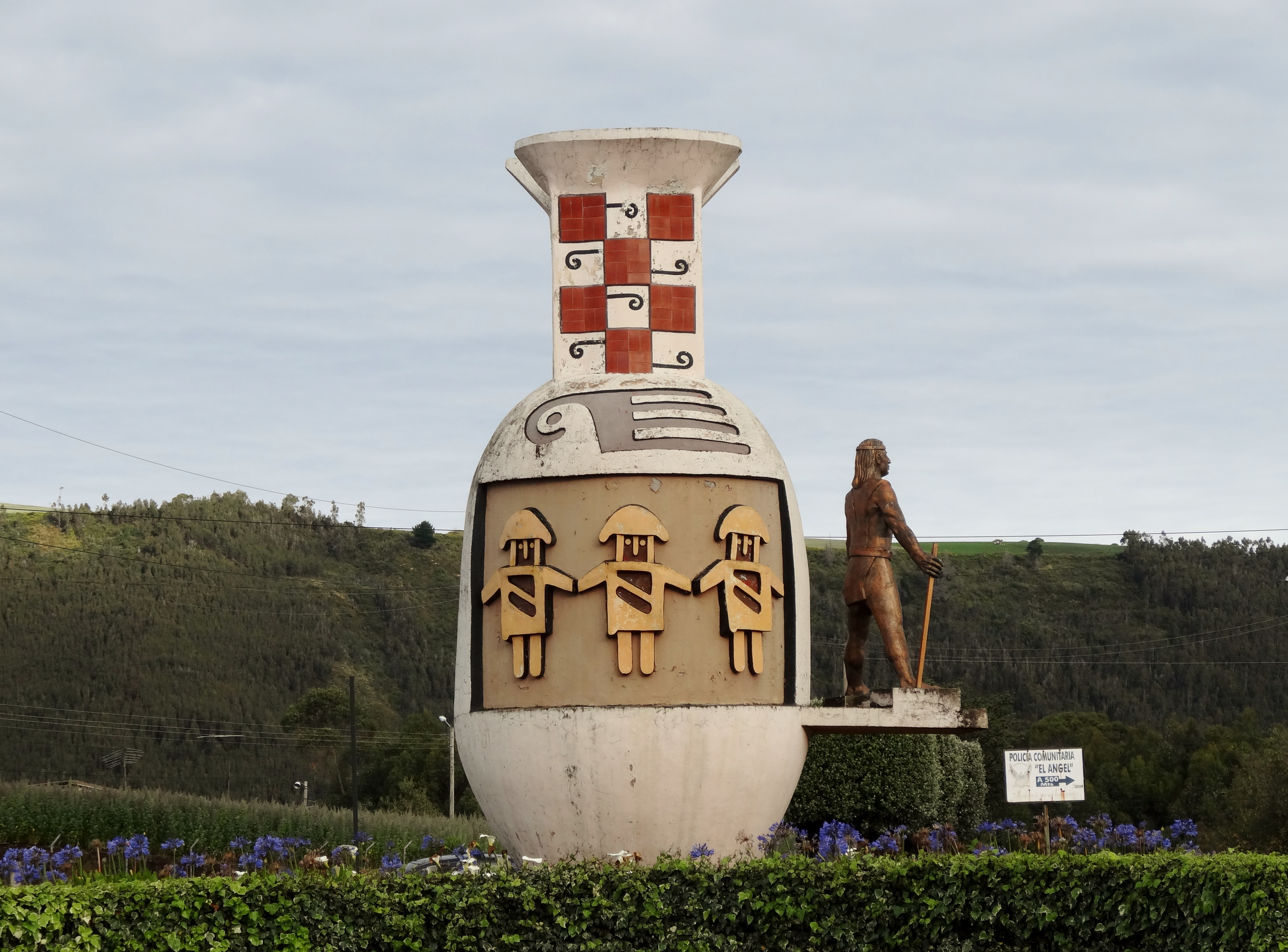
Monumento La Botijuela

Se han confirmado asentamientos prehispánicos debido a los restos cerámicos encontrados en el sector de Las Tres Tolas.
En 1851, El Ángel llegó a pertenecer como parroquia al cantón Tulcán. A partir del siglo veinte, la construcción de infraestructura vial desde El Ángel hacia las ciudades de Tulcán e Ibarra promovió el desarrollo de la ciudad y el cantón. El 27 de septiembre de 1934 se creó el cantón Espejo, siendo su capital El Ángel.

## Economía
Las principales actividades económicas de la población son los servicios públicos,  privados y el comercio, que se realizan dentro y fuera de la ciudad; y actividades secundarias como la producción agrícola, florícola y ganadera.

## Atractivos Turísticos
- Mirador Bellavista.
- Iglesia de El Ángel.
- Monumentos La Botijuela y Nuevo Milenio.
- Balneario de aguas termales La Calera.
- Museo Arqueológico.
- Reserva Ecológica El Ángel.

## Vías de acceso
Desde la Carretera Panamericana 
- Carretera: Bolívar – El Ángel.

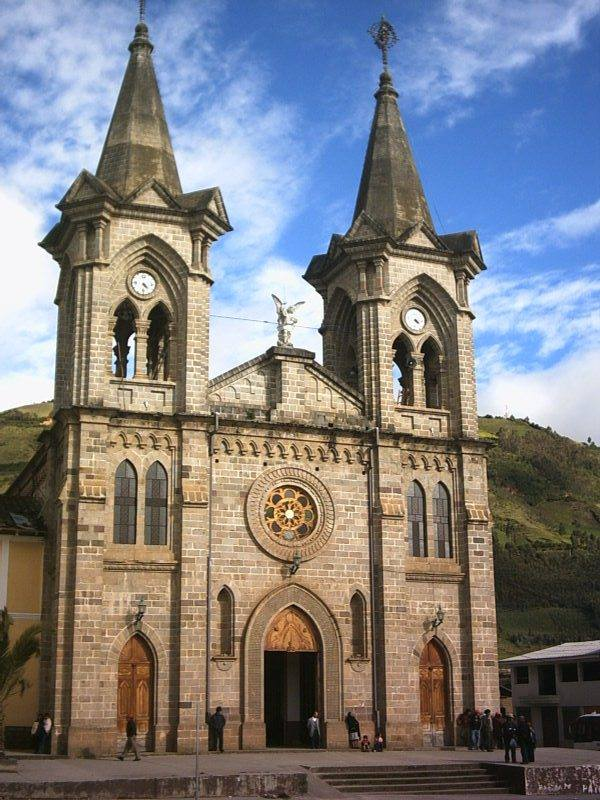
Iglesia de El Ángel

- Carretera: Mascarilla – Mira – El Ángel.